# 瓦斯科省

瓦斯科省是智利的54個省份之一，位於該國北部，由阿塔卡馬大區負責管轄，首府設於科皮亞波，面積18,201平方公里，2002年人口66,491，人口密度每平方公里3.7人。